# Янніс Даліанідіс
Янніс Даліанідіс (грец. Γιάννης Δαλιανίδης, *31 грудня 1923, Салоніки — †16 жовтня 2010, Афіни) — грецький актор, кінорежисер, піонер грецького мюзиклу.
Даліанідіс вміло працював з усіма кіножанрами (драма, комедія, мюзикл і детективний фільм), створивши понад 60 фільмів впродовж своєї кар'єри і залишаючи власний почерк на всіх з них. Водночас творчість Даліанідіса привнесла у грецьке кіно нові поняття, прискорила темпи його розвитку шляхом введення в нього американської кінофілософії. Вже в 1960-х роках його ім'я було настільки ж популярним, як Алікі Вугуклакі та інших зірок грецького кіно. Дуже скоро такими самими популярними стали й колеги Даліанідіса. Загалом, усе грецьке кіно поділене на еру до Даліанідіса та після нього.

## Біографія
Народився в Салоніках у 1923 році. Будучи усиновленою дитиною, він неодноразово, подорослішавши, говорив про любов до прийомної матері. Навіть набувши шаленої популярності, Даліанідіс не міг залишити Грецію в роки хунти, бо не міг покинути мати:
| Це було немислимо для мене - залишити стару жінку після всього, що вона дала мені. |
Після завершення навчання у театральному училищі при Консерваторії в Салоніках поїхав до Відня, де навчався танцю. Розпочав свою кар'єру саме як танцюрист, пізніше хореограф і актор в музичному театрі. Використовував псевдонім Янніс Даль. 1949 року він з'явився як актор у фільмі «Два світи». 1958 року написав свій перший сценарій — «Божевільна дівчина». Дебютна режисерська робота вийшла в наступному році, нею стала стрічка «Волоцюга». Дуже швидко цей кінофільм зробив Даліанідісу ім'я.
В подальшому він продовжував писати сценарії для романтичних комедій і адаптацій п'єс, які він відправляв різним виробничим компаніям до 1961 року, допоки не розпочав співпрацю із Finos Film. Його перша стрічка, створена спільно із Finos, «Спуск» мала шалений успіх. До 1977 року Даліанідіс працював виключно із Finos, їх останнім фільмом став «Навчання старця Йоргіса».
1962 року, презентувавши стрічку «Деякі люблять холодне» (за аналогією «Деякі люблять гаряче»), яка швидко стала хітом касових продажів, Даліанідіс відкрив цілком новий жанр — грецький мюзикл, або, як сам він називав, «музичну комедію». Той самий успіх супроводжував його наступні мюзикли, усі в головній ролі із Міміс Плессас. Відтак Даліанідіс утвердив себе не тільки як зачинателя, але й майстра у цьому жанрі.
У творчості Янніса Даліанідіса були й кілька соціальних драм (в них він часто знімав Зої Ласкарі), які також були надзвичайно популярними. Водночас він продовжував адаптувати сценарії на гри на великому екрані. Працюючи дуже плідно, він створив кілька фільмів за один рік, більшість з них на власні сценарії. Всі ці стрічки ставали шалено популярними, а квитки на них розкуповувались миттєво.
1970 рік відзначився дебютом Даліанідіса як театрального режисера із постановкою «Марихуана, стоп», яка також набула успіху. Сучасники відзначали: все, за що б не взявся Даліанідіс, перетворюється на золото. Після закінчення роботи у комерційному кіно в Греції 1974 року він перейшов на телебачення, писав сценарій і одночасно виступав режисером телесеріалу «Луна-парк», який з успіхом йшов на грецькому телебаченні впродовж кількох років. Іншим популярним серіалом його авторства були «Левенята».
На початку 1980-х і до 1985 року, глядачі збиралися в кінотеатрах, аби переглянути стрічки Даліанідіса про проблеми, з якими стикається молоде покоління. Першим з них був «Шакали» 1981 року. Починаючи з 1986 року він почав знімати фільми на відео, а його здатність адаптуватися до мінливих умов і завжди зберігати свою неперевершену популярність була перевірена життям ще раз успішними серіалами, відзнятими для приватних телеканалів.
Янніс Даліанідіс помер 16 жовтня 2010 року, у віці 87 років, в афінській клініці після місяця боротьби із хворобою. Похований на Першому афінському кладовищі.

## Фільмографія
| 1. Η μουσίτσα (1959) 2. Λαός και Κολωνάκι (1959) 3. Ένας βλάκας και μισός (1959) 4. Χριστίνα (1960) 5. Το κοροϊδάκι της δεσποινίδος (1960) 6. Κρουαζιέρα στη Ρόδο (1960) 7. Ο σκληρός άντρας (1961) 8. Ο Κατήφορος (1961) 9. Ζητείται ψεύτης (1961) 10. Ο Δήμος από τα Τρίκαλα (1962) 11. Ο ατσίδας (1962) 12. Νόμος 4000 (1962) 13. Μερικοί το προτιμούν κρύο (1962) 14. Η κυρία του κυρίου (1962) 15. Χωρίς ταυτότητα (1963) 16. Ένα κορίτσι για δύο (1963) 17. Ίλιγγος (ταινία)\|Ίλιγγος (1963) 18. Η ψεύτρα (1963) 19. Οι κληρονόμοι (1964) 20. Κάτι να καίει (1964) 21. Η χαρτοπαίχτρα (1964) 22. Εγωισμός (1964) 23. Τέντυ μπόυ αγάπη μου (1965) 24. Κορίτσια για φίλημα (1965) 25. Ιστορία μιας ζωής (1965) 26. Ένα έξυπνο έξυπνο μούτρο (1965) 27. Ραντεβού στον αέρα (1966) 28. Οι θαλασσιές οι χάντρες (1966) 29. Ο ξυπόλυτος πρίγκηψ (1966) 30. Η Στεφανία (1966) 31. Δάκρυα για την Ηλέκτρα (1966) 32. Νύχτα γάμου (1967) 33. Γαμπρός απ' το Λονδίνο (1967) 34. Το παρελθόν μιας γυναίκας (1968) | 35. Όλγα αγάπη μου (1968) 36. Ο ψεύτης (1968) 37. Ο Μικές παντρεύεται (1968) 38. Μια κυρία στα μπουζούκια (1968) 39. Ένας ιππότης για τη Βασούλα (1968) 40. Γοργόνες και μάγκες (1968) 41. Το ανθρωπάκι (1969) 42. Όταν η πόλη πεθαίνει (1969) 43. Ο γόης (1969) 44. Ξύπνα Βασίλη (1969) 45. Η Παριζιάνα (1969) 46. Γυμνοί στο δρόμο (1969) 47. Μια τρελή τρελή σαραντάρα (1970) 48. Το κοροϊδάκι της πριγκηπέσσας (1971) 49. Ο κατεργάρης (1971) 50. Ο επαναστάτης ποπολάρος (1971) 51. Μια Ελληνίδα στο χαρέμι (1971) 52. Μαριχουάνα στοπ (1971) 53. Ο μάγκας με το τρίκυκλο (1972) 54. Ο εχθρός του λαού (1972) 55. Η αμαρτία της ομορφιάς (1972) 56. Η Μαρία της σιωπής (1973) 57. Έικοσι γυναίκες κι εγώ (1973) 58. Οι εραστές του ονείρου (1974) 59. Ο κυρ Γιώργης εκπαιδεύεται (1977) 60. Τα τσακάλια (1981) 61. Η στροφή (1982) 62. Βασικά καλησπέρα σας (Οι ραδιοπειρατές) (1982) 63. Οι επικίνδυνοι (1983) 64. Καμικάζι αγάπη μου (1983) 65. Έλα να αγαπηθούμε ντάρλινγκ (1984) 66. Περάστε φιλήστε τελειώσατε (1986) 67. Μπανάνες (ταινία)\|Μπανάνες (1987) 68. Ισόβια (1987) |

## Телесеріали
- Το λούνα παρκ, (ΕΡΤ) 1974—1981
- Τα Ανάποδα (ΕΡΤ, 1981, δεν προβλήθηκε λόγω αλλαγής της διοίκησης)
- Τα καθημερινά (ΕΡΤ1) 1983—1984
- Τα λιονταράκια (ΕΡΤ1) 1985
- Οδός Ανθέων, (ΕΡΤ1) 1987 −1988
- Το ρετιρέ, (MEGA Channel) 1990—1992
- Οι μικρομεσαίοι, (MEGA Channel) 1992—1993
- Στραβά και ανάποδα, (MEGA Channel) 1993—1994
- Αραχτοί και λάιτ, (ANT1) 1994
- Το τρίτο στεφάνι, (ANT1) 1995
- Το χρώμα του φεγγαριού, (ANT1) 1996
- Απιστίες, ΑΝΤ1 1998
- Μικρές αμαρτίες 1999